# Fryderyk Karol August Waldeck-Pyrmont
Fryderyk Karol August książę Waldeck-Pyrmont, niem. Friedrich Karl August Fürst zu Waldeck und Pyrmont (ur. 25 października 1743 w Bad Arolsen, zm. 24 września 1812 tamże) - książę Waldeck-Pyrmont od 1763 do 1812.
Był drugim synem Karola Augusta, księcia Waldeck-Pyrmont i hrabiny Christiane Henriette von Zweibrücken-Birkenfeld. Przez dwa lata przebywał w Lozannie i odbył Grand Tour przez Włochy i Francję. 

## Kariera wojskowa
Podobnie jak ojciec i brat służył w armii holenderskiej. W 1757 był już podpułkownikiem. W 1766 został generałem-majorem, a w 1772 - generałem holenderskiej armii. Dla armii holenderskiej jego ojciec wyekwipował z Waldeck trzy bataliony, on sam jako książę Waldeck-Pyrmont w 1767 dodał czwarty batalion.

## Waldeck-Pyrmont
Przejął władzę po śmierci ojca w 1763. W 1775 roku udał się w podróż do Anglii. Po powrocie do Waldeck podjął szereg działań modernizacyjnych. Działał na rzecz budowy dróg, rozwoju rolnictwa i handlu. Podobnie jak jego rodzice i bracia był dobrze wykształcony. Uważano go za władcę oświeconego i historiografa. Napisał m.in. dzieje wojny siedmioletniej oraz biografie znanych dowódców swoich czasów. Pragnął wydać pamiętniki ojca napisane w czasie kampanii 1745-1747. Popierał wojnę o niepodległość Ameryki, która wybuchła w 1775. Wysłał do Stanów Zjednoczonych łącznie ponad 1200 żołnierzy z Waldeck, z których ponad 720 zginęło.
W 1805 księstwo podzielono - jego brat Jerzy otrzymał Pyrmont a Fryderyk Karol August zachował Waldeck. W 1807 wstąpił do Konfederacji Reńskiej i otrzymał miejsce w Kolegium Książąt Zgromadzenia Federalnego. Po jego bezdzietnej śmierci w 1812 roku, tron objął jego brat Jerzy.